# Джереми де Ноойер
Джереми де Ноойер (роден на 15 март 1992 г. във Влисинген, Нидерландия) е национален футболист на Кюрасао, който на клубно ниво играе за Ал Шамал.

## Кариера
Де Ноойер започва професионалната си кариера в Нидерландия с екипа на Спарта (Ротердам). За 3 сезона записва 62 мача с 2 гола в Ерсте дивиси.
На 29 юни 2015 г. Де Ноойер преминава в Левски (София) като подписва двугодишен контракт с клуба. Той дебютира в А група на 18 юли при равенството 1:1 с Ботев (Пловдив) на старта на сезон 2015/16.
Джереми де Ноойер е братовчед на Брадли де Нойер който играе за ЦСКА .